# Autoritratto (Cézanne Londra)
Autoritratto è un dipinto di Paul Cézanne. Eseguito tra il 1880 e il 1881, è conservato nella National Gallery di Londra.

## Descrizione
Si tratta di uno dei numerosi autoritratti che Cézanne eseguì nella sua vita. Il pittore è poco più che quarantenne, e la carta da parati a rombi sul fondo è riprodotta anche in numerose nature morte.